# Église Saint-Martin de Bichancourt
L'église Saint-Martin est une église catholique située à Bichancourt, dans le département de l'Aisne, en France. 

## Historique
L'église fut construite après la guerre de 1914-1918, sur les plans de l'architecte Charles Luciani, et de nouveau endommagée en 1940.
Elle est particulièrement remarquée pour les fresques et les verrières (détruites pour ces dernières)[réf. nécessaire] réalisées par Louis Mazetier. 
L'édifice est inscrit au titre des monuments historiques en novembre 2018,,. 
En 2018, l'église Saint-Martin de Bichancourt a été inscrite sur la liste des monuments historiques.
Le 13 septembre 2020, c'est l'église Saint-Martin qui accueille la messe dominicale télévisée diffusée en direct sur France 2, dans le cadre de l'émission Le Jour du Seigneur.

## Caractéristiques

### Extérieur
L'église de Bichancourt construite en pierre reprend le plan basilical traditionnel avec nef de trois travées, flanquée de deux bas-côtés, un transept et une abside à trois pans, avec une sacristie et une salle de catéchisme de part et d'autre du chœur. Le clocher-tour est surmonté de quatre clochetons.
L'ensemble de l'édifice est de style néo-roman, le portail à arcades décorées de motifs floraux, feuillages et entrelacs, un bas-relief en médaillon représente La Charité de saint Martin, œuvre de Louis Fornerot et René Grégoire.

### Intérieur
L'intérieur de 32 mètres de long, 14 mètres de large et 12,5 mètres de haut est décoré d'une fresque de Louis Mazetier. La voûte de l'abside est décorée de motifs stylisés avec au sommet une croix surmontée d'une couronne.
Entre les trois fenêtres hautes, des chevaliers ou des anges sont représentés. Sous chaque baie, des symboles christiques sont également représentés : dauphin, agneau pascal ou  pélican nourrissant ses petits.
Sur la travée nord du chœur, une scène du Nouveau Testament est représentée : la Vierge avec Joseph agenouillés au pied de l'enfant Jésus surmontés par le Saint-Esprit sous la forme d'une colombe, le tout cantonné par deux anges.
Au registre inférieur on voit Adam et Eve devant l'arbre de vie autour duquel s'enroule le serpent. Côté Sud, sont représentés un sacrifice du Christ et les pèlerins d'Emmaüs.
Sur les murs du transept, on peut voir au nord, Isaïe et la scène de l'Association, au-dessus-de la porte de la sacristie. Le mur nord du bras du transept est recouvert de motifs décoratifs, de vases de fleurs très stylisés. L'ensemble est flanqué aux extrémités de deux figures d'anges.
Le bras sud du transept, au-dessus de la porte menant à la salle de catéchisme, on voit David se tenant debout à côté d'un ressuscité repoussant le couvercle de son sarcophage tandis que la Mort brandit une faux.
Au-dessus du confessionnal, trois scènes sont représentées : au centre, le Bon Pasteur est entouré de six agneaux, le Christ et la Samaritaine à droite, le Christ rédempteur, bénissant un homme agenouillé.
Dans la chapelle des fonts baptismaux, une peinture murale représente Jésus baptisant un enfant qu'une femme lui présente ;
côté sud, le Christ en croix pose la main droite sur celle de son Père tandis qu'un petit personnage se prosterne.
De part et d'autre de l'entrée de l'église, sont représentés saint Martin et Jeanne d'Arc. Les stations du chemin de croix sont représentées sur les murs des bas côtés.
Les vitraux sont l'œuvre de Claude Blanchet.